# Sorry (canção de Beyoncé)
"Sorry" é uma canção da artista musical estadunidense Beyoncé, contida em seu sexto álbum de estúdio Lemonade (2016). Foi composta e produzida pela própria em conjunto com Wynter Gordon e Melo-X, com a cantora tratando também da produção vocal, Hit-Boy servindo como co-produtor e Stuart White como produtor adicional. O seu lançamento como o segundo single do produto ocorreu em 3 de maio de 2016, através das gravadoras Parkwood e Columbia.

## Faixas e formatos
| Download digital |         |         |  |
| N.º              | Título  | Duração |  |
| 1.               | "Sorry" | 3:52    |  |

## Desempenho nas tabelas musicais

### Posições
| Tabela musical (2016)                                  | Melhor posição |
| ------------------------------------------------------ | -------------- |
| Austrália (ARIA Charts)                                | 74             |
| Canadá (Canadian Hot 100)                              | 40             |
| Escócia (The Official Charts Company)                  | 30             |
| Estados Unidos (Billboard Hot 100)                     | 11             |
| Estados Unidos (Top R&B/Hip-Hop Songs)                 | 7              |
| França (Syndicat National de l'Édition Phonographique) | 62             |
| Reino Unido (UK R&B Singles Chart)                     | 9              |
| Reino Unido (UK Singles Chart)                         | 33             |
| Suécia (Sverigetopplistan)                             | 82             |

## Créditos
Todo o processo de elaboração de "Sorry" atribui os seguintes créditos:
Gravação e publicação
- Gravada nos The Beehive (Los Angeles, Califórnia)
- Mixada nos Pacifique Recording Studios (North Hollywood, Califórnia)
- Masterizada nos Pacifique Recording Studios (North Hollywood, Califórnia)
- Publicada pelas empresas WB Music Corp. (ASCAP) e Lots of Lyrics Entertainment
- Todos os direitos autorais pertencem às empresas Lots of Lyric Entertainment (ASCAP) — administrados pela WB Music Corp. (ASCAP), Meloxtra Publishing (BMI) e Oakland 13 Music (ASCAP)
- Todos os direitos autorais administrados pela WB Music Corp. (ASCAP) e pela Oakland 13 Music (ASCAP)

Produção
| - Beyoncé: composição, produção, vocalista principal, produção vocal - Diana Gordon: produção - Melo-X: produção - Hit-Boy: co-produção - Hazebanga: co-produção - Stuart White: produção adicional, mixagem, gravação | - B. Carr: programação adicional - Chrssy Collins: vocalista de apoio - Ramon Rivas: engenharia - John Cranfield: assistência de engenharia de mixagem - Arthur Chambazyan: assistência de mixagem |

## Histórico de lançamento
| País           | Data               | Formato           | Gravadora          |
| -------------- | ------------------ | ----------------- | ------------------ |
| Estados Unidos | 3 de maio de 2016  | Rádios rhythmic   | Parkwood, Columbia |
| Itália         | 6 de maio de 2016  | Rádios mainstream | Parkwood, Columbia |
| Estados Unidos | 10 de maio de 2016 | Rádios mainstream | Parkwood, Columbia |